# Trojna točka
Trójna tóčka je termodinamsko stanje, opredeljeno s temperaturo in tlakom, pri kateri lahko vse tri faze (plinasta, kapljevinasta in trdna) soobstojajo v termodinamskem ravnovesju.
Trojna točka vode je pri temperaturi 273,16 K (0,01 °C) in parnem tlaku 611,73 Pa (približno 0,6 % normalnega zračnega tlaka). Temperatura trojne točke živega srebra je enaka -38,8344 °C pri 0,165 mPa.
S trojno točko vode sta definirani Celzijeva in absolutna temperaturna lestvica (zdaj je definirano preko stefanove konstante). Vrednost trojne točke vode je tako definicija, ne izmerjena vrednost.
Poleg trojne točke za trdno, kapljevinasto in plinsko fazo obstajajo trojne točke za več trdnih faz, za snovi z večkratnimi polimorfi. Za helij-4, neradioaktivni lahki izotop helija, v trojni točki obstajata dve kapljevinski fazi (glej točka lambda). V splošnem je za sistem s {\displaystyle p\,} možnimi fazami število trojnih točk enako:
{\displaystyle {p \choose 3}={\frac {p(p-1)(p-2)}{6}}\!\,.}

## Trojne točke nekaterih snovi
| snov             | model | temperatura [ K ] | tlak [ 105 Pa ] |
| ---------------- | ----- | ----------------- | --------------- |
| helij-4          | 1     | 2,17              | 0,0507          |
| vodik            | 2     | 13,84             | 0,0704          |
| devterij         |       | 18,63             | 0,171           |
| neon             | 1     | 24,57             | 0,432           |
| kisik            | 2     | 54,36             | 0,00152         |
| dušik            | 2     | 63,18             | 0,125           |
| argon            |       | 83,81             | 0,689           |
| butan            | 14    | 134,6             | 7×10−6          |
| ksenon           |       | 161,3             | 0,815           |
| acetilen         | 4     | 192,4             | 1,2             |
| amonijak         | 4     | 195,40            | 0,0607          |
| žveplov dioksid  | 3     | 197,68            | 0,00167         |
| ogljikov dioksid | 3     | 216,55            | 5,17            |
| voda             | 3     | 273,16            | 0,00610         |